# Jigoku yōchien
Jigoku yōchien  (地獄ようちえん? lett. "L'asilo infernale") è un ONA con protagoniste alcune figure di demoni e mostri infernali con fattezze infantili e deformazione chibi. Composta da dodici episodi brevi, la serie è stata trasmessa su Niconico.

## Trama
In una scuola particolare si raccolgono le creature demoniache allo stadio infantile. Ad accudirle vi è il goffo umano Kiichi . Spesso costretto a sopportare gli scherzi dei dispettosi bambini demoniaci, i loro pericolosi malumori e i flirt delle ragazzine più maliziose, Kiichi è inoltre coinvolto in una burrascosa relazione con la volubile Sakura., Questa, del tutto  insensibile alle lamentazioni del proprio ragazzo, non manca occasione di sfinirlo o lasciare che egli si indebiti per soddisfare i propri capricci.
In questa sovrannaturale atmosfera si svolgono le tragicomiche avventure del gruppo tra le pareti dell'istituto.

## Personaggi
Kiichi-kun   (キイチくん?,  Kīchi-kun)
Doppiato da Yuuki Ono
Sakura-chan  (さくらちゃん ?)
Doppiata da Haruka Ishida
Campionessa di softball e ragazza di Kiichi.
 Sakyuba-chan  (サキュバちゃん?)
Doppiata da Kana Asumi
Succube, protagonista della rivista Famitsu Comic Clear.
 Yuki-chan (ゆきちゃん?)
Doppiata da Rumi Ookubo
Una yuki-onna e personaggio principale della rivista Monthly Comic Dengeki Daioh.
 Rivaia-chan  (リヴァイアちゃん?)
Doppiata da Mariko Honda
Un leviatano. Personaggio tratto da Dragon Age.
Kerubero-kun  (ケルベロくん?)
Doppiato da Saeko Zōgō
Un piccolo cerbero. Personaggio tratto da Kerokero Ace.
Narratore
Doppiato da Shinichiro Inoue